# Пісняр-лісовик біловусий
Пісняр-лісовик біловусий (Setophaga nigrescens) — вид горобцеподібних птахів родини піснярових (Parulidae). Поширений у Північній Америці.

## Поширення
Гніздиться на заході Північної Америки (від Британської Колумбії до Нью-Мексико). Зимує в Мексиці та на півдні США.